# 拉密
，又稱為拉密數字牌、魔力橋，是一種適合2至4人的桌上遊戲，由羅馬尼亞籍的猶太人Ephraim Hertzano於1940年代設計發明，目前也有支援到六人一同遊戲的版本。遊戲除了聯誼娛樂性質，也經常獲學界、社團或商家用來舉辦益智競賽，曾獲得1980年德國年度最佳遊戲（Spiel des Jahres）及1983年荷蘭年度最佳遊戲，在臺灣地區由哿哿企業代理。由於拉密的方形牌面、遊戲湊組合的方式、以及將牌打散洗混的聲響動作，皆有點類似華人社會常見的麻將，因而也有以色列麻將之稱。
拉密使用104張數字牌及二張百搭牌（鬼牌），遊戲者需依規則將手上的牌組成三張或四張同數字，不同顏色的牌組（群組），或三張以上顏色相同，數字連續的牌（順組）來出牌，百搭牌可以代替任何一數字牌，也可以將別人已出過的牌組和自己手上的牌組合之後出牌，若無法出牌就要多拿一張牌，最先將手上的牌出完的人獲勝。

## 組件

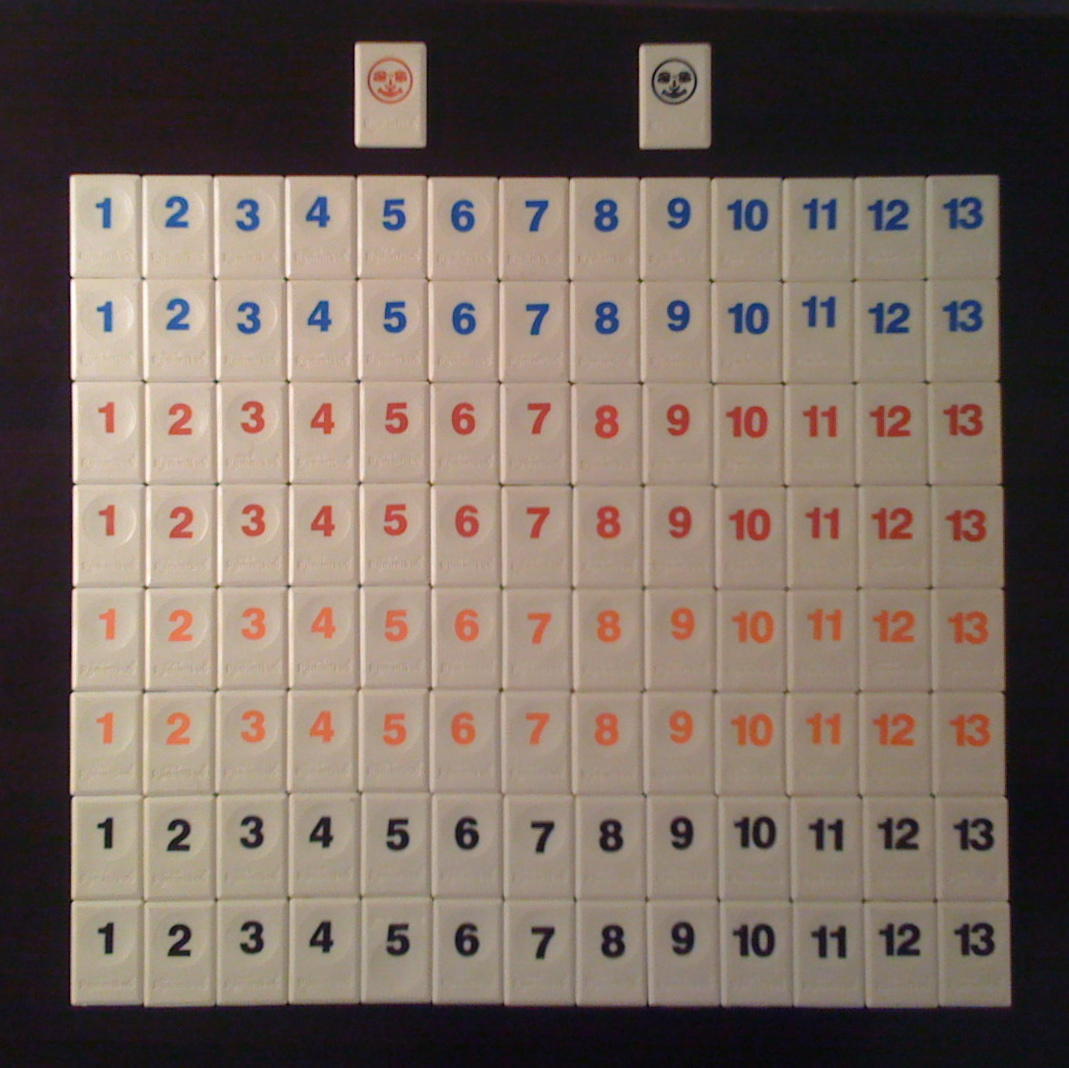
完整的106張拉密牌

拉密牌由104張數字牌及二張百搭牌組成，數字牌有黑色、黃色、藍色、紅色四種顏色，每個顏色都有1到13的數字牌各二張，共104張。每一個遊戲者會有一個牌架，可以放自己拿到的牌，但若拉密牌較厚，類似麻將一様可以立著不會倒下，即可不用牌架。它也可以用二副扑克牌加二張鬼牌代替，J,Q,K 分別代表 11,12,13，不過因為玩拉密牌時需要將所有出過的牌，依原來的牌組放在桌面上，且有可能重新組合桌上的牌組，使用較小的牌會比較方便。

## 玩法
遊戲可由2至4人參與，每人先抽14張牌。

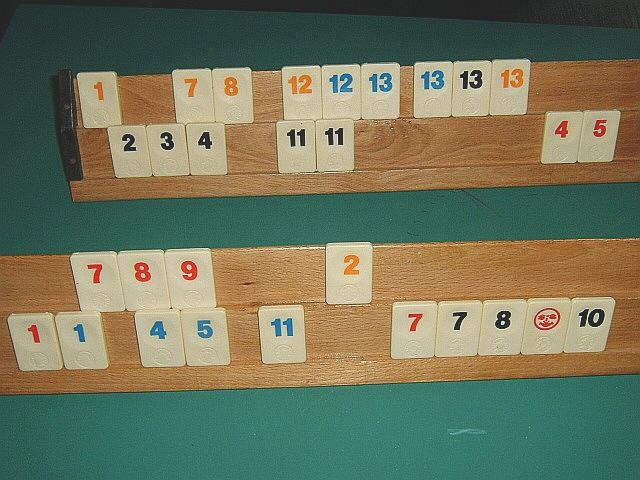
二組拉密牌，其中包括一張百搭牌

開始時，參與者要完成「破冰」，意指所出的一個或多個牌組（需符合下述群組或順組規則），數字總和至少為30。如果沒有30分以上的組合，需要再抽一張牌，放到自己的牌架上。注意破冰時只能使用自己的牌，組成牌組，不能使用桌面上別人已經出過的牌。破冰時可使用百搭牌。
若遊戲者已經破冰，就可以用自己的牌組成順組或群組。也可以配合桌面上別人已經出過的牌組和自己的牌組合，組合成新的牌組，每人每回合有30秒（快）、60秒（正常）或120秒（慢）等思考時間，若不能出牌，需要抽一張新牌。
最快出完牌的人為贏家。若蓋起來的牌已被拿光，卻未有贏家，遊戲結束，依各人手上的牌計算失分。

### 牌組
牌組可分為二種：群組及順組，至少都要有三張牌。群組由三張或四張同號碼、且顏色都互異的的牌組成，例如藍色, 紅色, 黃色的 4 即為一個群組。順組由三張或三張以上同顏色、且號碼連續的牌組成，例如紅色的 9, 10, 11, 12 即為一個順組, 在拉密牌中, 1 只能接 2, 不能接 13。同 13 只能接 12, 不能接 1。
| 群組 (顏色不一) | 4          |
| 順組 (顏色相同) | 9 10 11 12 |
以下的牌由於不符合規則，不是群組也不是順組。
| 順組中的數字必須連號 | 1 2 4 |
| 順組中的顏色都要相同 | 1 2 3 |
| 群組中的顏色不能重覆 | 1     |

### 重新組合牌組
遊戲者可以將桌面上已經出過的牌組和自己要出的牌任意組合，形成新的牌組，遊戲者可以重新組合一個或多個牌組，不過在換下一個遊戲者玩的時候，所有桌面上的牌都要符合群組或順組的規則，不能有例外的牌。
以下就是一個重組牌組的例子：
| 桌面上已出的牌組 | 3 4 5      |
| 自己打算要出的牌 | 2 5        |
| 重組後的結果     | 2 3 4 和 5 |
若在上述的例子中，已出的牌組中若多一張紅色的6，重組後也將會多出一張紅色的6無法放在牌組中，遊戲者需在後續的重組中，利用自己的牌或桌面上的牌組，使紅色的6得以放入牌組中，否則這次的重組便不符合規則。如遊戲者本來還有藍6和黃6各一張，則能完成的情況如下：
| 2 3 4 |
| 5     |
| 6     |

### 技巧
在遊戲中，常使用以下的方式重新組合牌組，或取出一至數張牌來和其他牌組合。
- 牌組若超過3張，只要取出牌之後的牌組仍符合規則，就可以從其中取出1張或幾張牌，例如4張5組成的群組可以取出任一張5，紅色 3, 4, 5, 6, 7 可以取出紅色的3或7。
- 若順組夠長，可以先分割，形成二個較小的順組，也可以先再插入其他的牌再分割，形成二個較小的順組，例如紅色的 3, 4, 5, 6, 7 ，可以加入一張紅色的 5，分割為二個較小的順組 3, 4, 5 及 5, 6, 7。
- 順組可以在任一端再加入一張或數張連號的牌，使順組加長，也可以從另外一端將牌取出，只要最後順組仍有3張或3張以上的牌即可，例如紅色的 3, 4, 5 可以加入一張紅色的 2，取出一張紅色的 5，變成紅色的 2, 3, 4。
- 群組中的牌可以用其他同數字，顏色不重複的牌取代，例如由紅色, 黃色, 藍色 3 組成的群組，可以取出任何一張 3，再加入一張黑色的 3。
- 若已出的群組中有百搭牌，手上又有其他牌可以代替百搭牌，即可用手上的牌取代百搭牌，取出百搭牌後，百搭牌就可以代替任意牌和其他牌組成牌組。

組合牌組的過程中可能會取出一至多張牌，但取出的牌均需在輪到下一遊戲者玩之前組成牌組，不能留到下一次玩時使用。

### 失誤
在組合牌組的過程中，可能會有一些牌尚未組成牌組，但組合完成後所有的牌都需要組成牌組，在正式遊戲中若有失誤，最後仍有牌無法組成牌組，失誤的遊戲者需將牌恢復成原來組合前的情形，而且要多拿三張牌以示懲罰。

### 計分
若遊戲最後有贏家，則其他遊戲者需依手上的牌數字總和（一張百搭牌算30分）計算這一局的失分，而所有遊戲者的失分總和則是贏家的得分。例如遊戲結束後, A 是贏家, B, C, D 的失分分別為 3分，8分和10分, 則 A, B, C, D 這局的分數分別為 21分（=3+8+10）, -3分, -8分和-10分。
若遊戲最後沒有贏家，則以失分最少的人為贏家，後續分數的計算和正常的遊戲幾乎相同。

## 世界拉密牌比賽
1991年起在耶路撒冷舉辦了第一屆的世界拉密牌比賽-WRC World Rummikub Championship ，有十二個國家的代表參加比賽。之後每隔三年舉辦一次，2012年世界拉密牌比賽的地點在義大利的陶爾米納，參賽者來自三十二個國家，由荷蘭的Matthijs Delvers贏得冠軍。
至2025年為止，共舉辦了十一屆的世界拉密牌比賽，其中有四屆是由荷蘭代表拿下冠軍，另外有二屆的冠軍都是由日本代表桑原正人（Masato Kuwabara）贏得冠軍。
| 年份 | 地點                                       | 參賽國家 | 冠軍               | 所屬國家 |
| ---- | ------------------------------------------ | -------- | ------------------ | -------- |
| 1991 | 以色列耶路撒冷                             | 12       | 桑原正人           | 日本     |
| 1994 | 萊茵河上的遊輪，經過瑞士、法國、德國和荷蘭 | 20       | Nehad Zahran       | 埃及     |
| 1997 | 英國英格蘭                                 | 24       | Peter Mentzij      | 荷蘭     |
| 2000 | 法國巴黎                                   | 24       | Carla van Perlo    | 荷蘭     |
| 2003 | 瑞士聖莫里茨                               | 26       | 桑原正人           | 日本     |
| 2006 | 荷蘭馬斯特里赫特                           | 32       | Jacqueline Beekman | 荷蘭     |
| 2009 | 西班牙馬貝拉                               | 32       | Andréa Papazissis  | 巴西     |
| 2012 | 義大利陶爾米納                             | 32       | Matthijs Delvers   | 荷蘭     |
| 2015 | 德國柏林                                   | 32       | 齋藤耕造           | 日本     |
| 2018 | 以色列特拉維夫                             | 32       | 沼尻康平           | 日本     |
| 2024 | 波蘭格但斯克                               | 32       | Máté Lechner       | 匈牙利   |

## 類似遊戲
拉密牌的玩法和規則類似一種東南歐的遊戲Rummy、土耳其遊戲Okey，另外一種義大利遊戲Machiavelli使用二副樸克牌，除了百搭牌是4張不是2張之外，其他玩法也和拉密牌類似。

## 資料來源
1. ↑  . Spiel des Jahres.   [2010-05-19]. （原始内容存档于2014-02-13） （德语）.
2. ↑  . www.pagat.com.   [2010-05-25]. （原始内容存档于2017-01-12） （英语）.

## 外部連結
- Rummikub 在線指南
- Rummikub 官方網站 （页面存档备份，存于）
- Rummy World （页面存档备份，存于）
- World Rummikub Championships - WRC （页面存档备份，存于）